# Adansonia za
Adansonia za je vrsta drveta iz porodice sljezovki koje kao endem raste samo na području zapadnog i južnog Madagaskara.
Može narasti od 10 do 40 metara visine. Deblo pri dnu može biti promjera oko 6 metara a prema vrhu postaje sve uže. Razgranat je samo vrh drveta s nekoliko grana.
Razdoblje cvatnje traje od studenog do veljače, a cvijeće obično oprašuju moljci iz porodice Sphingidae. 

## Sinonimi
- Adansonia alba Jum. & H.Perrier
- Adansonia bozy Jum. & H.Perrier